# 吸エルゴン反応
吸エルゴン反応（きゅうエルゴンはんのう、英語：endergonic reaction）はギブズエネルギー変化が正である反応をいい、非自発反応と同義である。吸エルゴン反応のエルゴンはギリシア語で仕事を意味する語である。吸エルゴン反応は、他の発エルゴン反応や、電気分解・加熱などのように、外部から何かしらの仕事を与えなければ進行しない。特に、吸エルゴン反応を起こすために他の発エルゴン反応と組み合わせることを共役という。
一般に生物でおこる反応は発エルゴン反応であるが、反応経路の一部にはほぼ確実に吸エルゴン反応があるのでその反応を起こすためにATPが必要とされる。吸エルゴン過程とも。